# Beyren-lès-Sierck
Beyren-lès-Sierck là một xã trong vùng Grand Est, thuộc tỉnh Moselle, quận Thionville-Est, tổng Cattenom. Tọa độ địa lý của xã là 49° 28' vĩ độ bắc, 06° 17' kinh độ đông. Beyren-lès-Sierck nằm trên độ cao trung bình là 162 mét trên mực nước biển, có điểm thấp nhất là 154 mét và điểm cao nhất là 268 mét. Xã có diện tích 9,28 km², dân số vào thời điểm 1999 là 426 người; mật độ dân số là 45 người/km². Xã nằm khoảng 15 km về phía đông bắc của Thionville, thuộc Pháp từ năm 1769.

## Thông tin nhân khẩu
| 1962 | 1968 | 1975 | 1982 | 1990 | 1999 |
| ---- | ---- | ---- | ---- | ---- | ---- |
| 302  | 307  | 308  | 353  | 430  | 426  |